# Clon

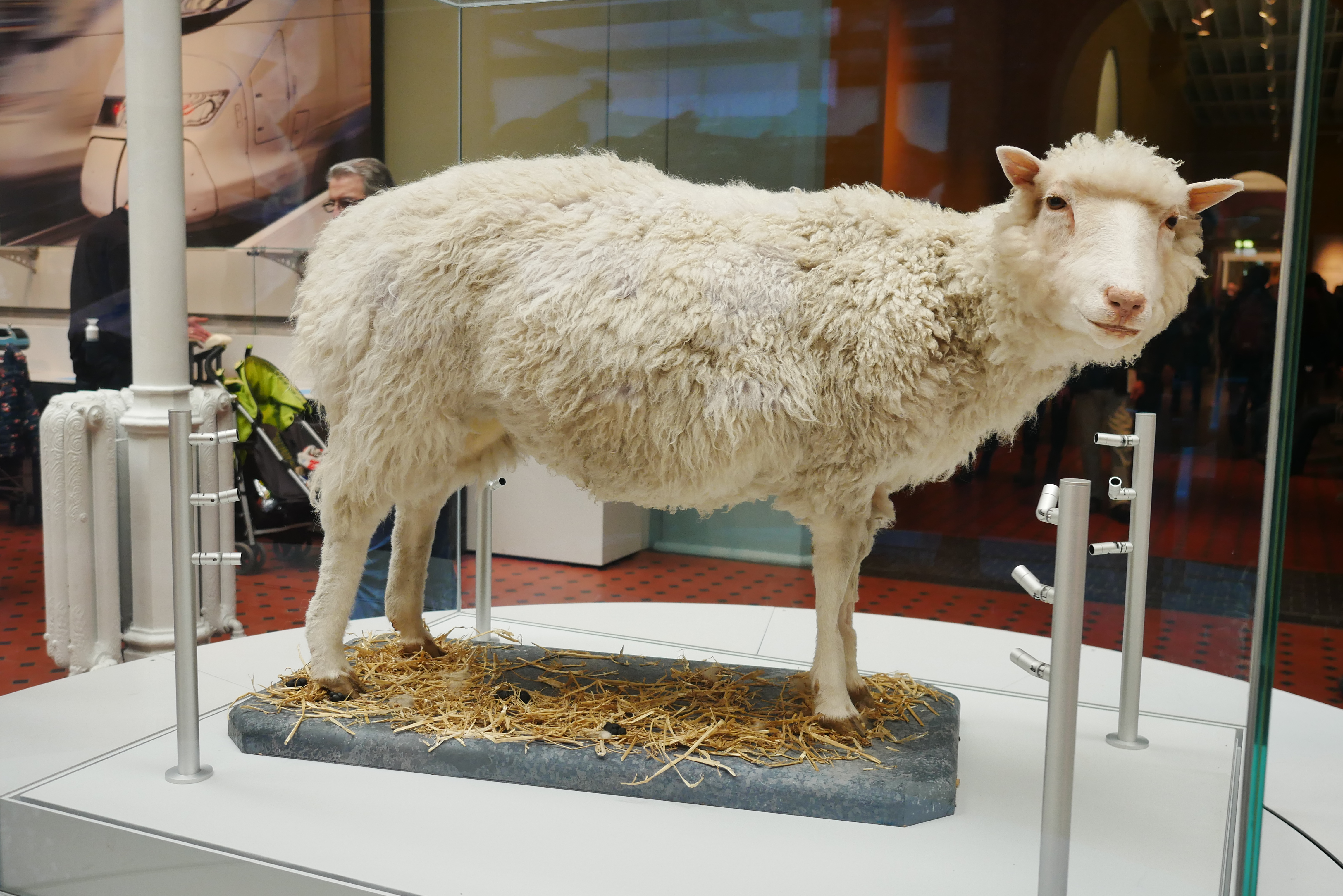
La oveja Dolly en el Museo Nacional de Escocia. Este fue el primer mamífero clonado a partir de una célula adulta.

Un clon (del griego κλώνος klōnos, "retoño"), en genética, es un conjunto de seres genéticamente idénticos que descienden de un mismo individuo por mecanismos de reproducción asexual.
El término fue creado en 1903 por H. J. Webber con la explícita intención de contribuir al desarrollo léxico de la entonces nueva ciencia de la genética, y ese uso es el único válido en el lenguaje científico. Respondía a la necesidad de referirse a una variedad de cultivo multiplicada exclusivamente de manera vegetativa (mediante esquejes o estacas), como era y es común  respecto a los árboles frutales. Los individuos generados así son genéticamente idénticos, lo mismo que los que se obtienen por partenogénesis o incluso por mecanismos sexuales de reproducción cuando la homocigosis es completa y la recombinación genética imposible.  Puede llamarse reproducción clonal a la reproducción asexual, aunque no es un uso muy extendido. 
En los últimos decenios ha ido creciendo otra acepción, popularizada por la prensa y el cine, de acuerdo con la cual un clon es un individuo idéntico a otro obtenido por técnicas genéticas más o menos imaginarias. Los clones así definidos no existen, en la medida en que el fenotipo no depende solo del genotipo, sino de mecanismos epigenéticos y de desarrollo en los que intervienen otros factores. Este uso actual del término clon  puede rastrearse hasta el libro El shock del futuro (1970) del influyente periodista y activista estadounidense Alvin Toffler. 
En la naturaleza la reproducción asexual o clonal es muy frecuente, especialmente entre organismos unicelulares, como bacterias y muchos protistas, aunque casi siempre alternando con fases de reproducción sexual (o parasexual), que aumentan la diversidad genotípica de la población.

## Clonación
Del uso de clon deriva el de clonación. La clonación es la acción de producir una entidad biológica (gene, cromosoma, célula u organismo) genéticamente idéntica a otra a partir de una existente. En contextos científicos el término se usa principalmente para la reproducción idéntica de moléculas hereditarias (clonación de ADN).
La clonación de organismos es practicada sin conocimientos técnicos especiales en la mayoría de las plantas vivaces, por medio de esquejes o estacas. En animales se producen nuevos individuos a partir de fragmentos del cuerpo de otros en grupos relativamente simples, como las planarias, o con elevadas capacidades de regeneración espontánea, como anélidos (lombrices de tierra) o equinodermos (estrellas de mar). 
La clonación artificial de vertebrados se basa en sustituir el núcleo de un óvulo sin fecundar, por el núcleo de una célula adulta del individuo que se quiere clonar. Resulta así el equivalente a un cigoto viable. La técnica (llamada de transferencia nuclear) se aplicó con éxito a ranas desde 1952, pero no se logró con mamíferos hasta 1996.
Calendario de éxitos:
- Ranas (1952)
- Oveja Dolly (1996)
- Ratones (1997)
- Ganado (Bovino, caprino y porcino) (2000)
- Un gato doméstico (2004)
- Se investiga la clonación de embriones
- El "tambo farmacéutico" (2002): Vaca clonada Pampa y vacas clonadas y transgénicas (Bio Sidus, Argentina)
- Vaca Rosita ISA en Argentina (2011) se logra obtener una vaca que produce leche en la que se encuentran dos proteínas de la leche humana, lactoferrina y lisozima[1] (INTA BALCARCE). Es la primera vaca bitransgénica.
- Monos Zhong Zhong y Hua Hua en China (2019)

En la película Los niños del Brasil se muestra detalladamente lo que se sabía en los años 80 al respecto.

### Implicaciones bioéticas

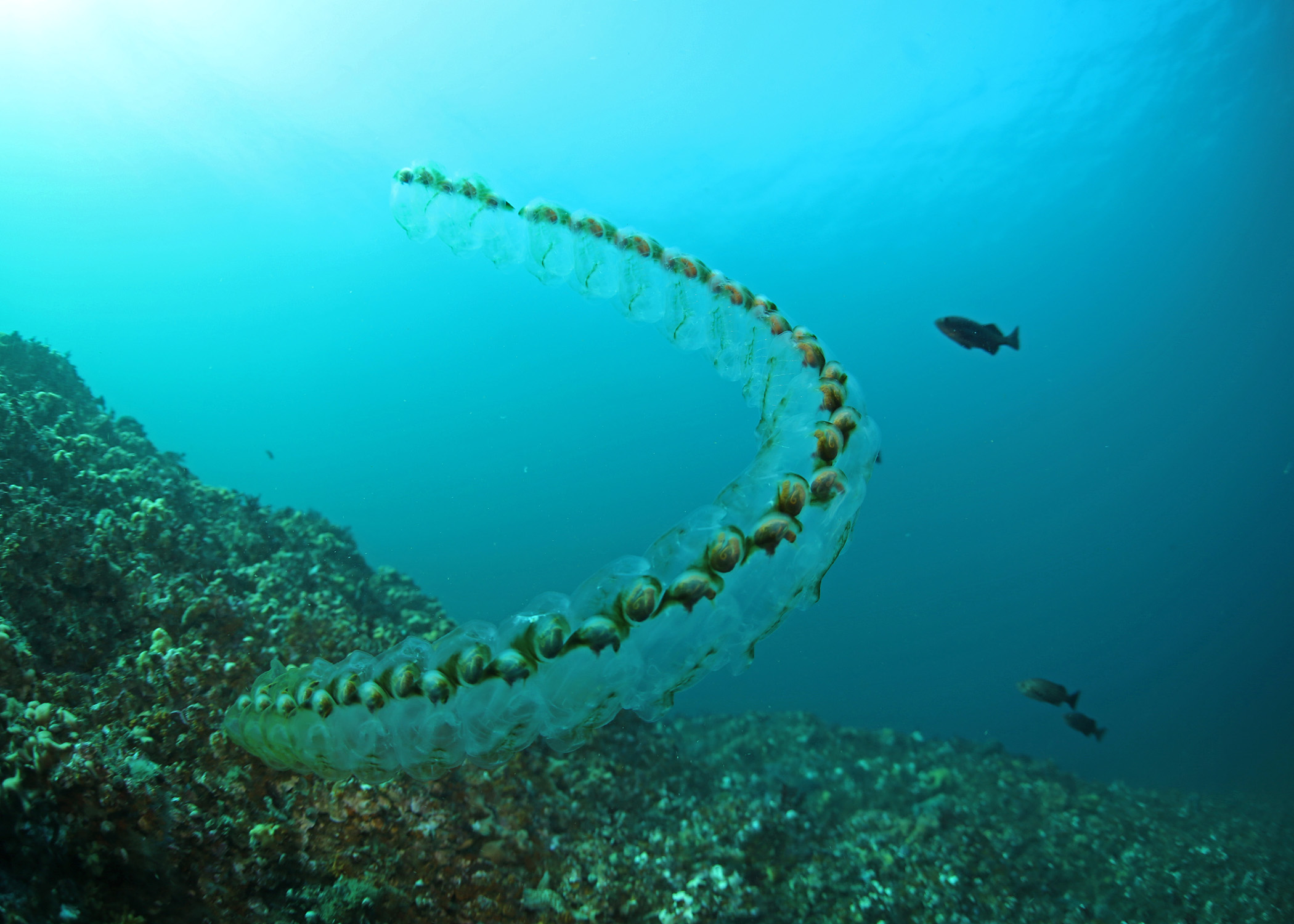
Los sálpidos pueden clonarse asexualmente desde un solo individuo, formando cadenas enteras de ellos.

La clonación, en el sentido de multiplicación asexual, de seres humanos no debe tener a la larga obstáculos técnicos insalvables, lo que ha dado lugar a un intenso debate ético y político sobre la forma de tratar la llamada clonación reproductiva. El problema ético reside en las oportunidades de instrumentalización de la vida humana a la que se presta. Algunos imaginan un problema con respecto a la identidad de los individuos nacidos, si bien los gemelos idénticos (o monocigóticos) son el resultado de un modo excepcional de multiplicación asexual, por escisión espontánea de un embrión normal. Los gemelos idénticos son un clon (o clon el uno del otro, según el uso popular), sin que nadie nunca haya dudado de la posesión por ellos de identidades personales separadas.
La legislación es variable entre países, y tiende a distinguir la clonación de embriones con fines terapéuticos, de la clonación reproductiva, tendente a formar seres humanos completos.